# 鈴木一人
鈴木 一人（すずき かずと、1970年10月13日 - ）は、日本の政治学者。東京大学公共政策大学院教授。地経学研究所所長。専門は国際政治学、国際政治経済学、EU研究。

## 来歴
長野県上田市出身。1987年9月、千葉県立東葛飾高等学校を休学し、同年10月、父の仕事に伴い渡米してカリフォルニア州サンマリノ市立サンマリノ高等学校へ留学し、1989年6月、同高校卒業。
1990年4月、立命館大学国際関係学部に入学。飛び級で同大学院に進学するため、1993年3月に中退。1995年3月、同大学院国際関係研究科修士修了、同年4月、研究科博士後期課程入学。英国留学のため、翌年3月退学。
1996年9月、サセックス大学ヨーロッパ研究所に入学し、2000年9月、博士号取得。
2000年10月、筑波大学社会科学系専任講師、2005年3月、筑波大学大学院人文社会科学研究科助教授、2007年3月、同准教授。2008年8月、北海道大学公共政策大学院准教授、2011年4月に同大学教授。2012年4月から北海道大学大学院法学研究科教授。2015年4月から北海道大学公共政策大学院教授兼北海道大学スラブ・ユーラシア研究センター共同研究員。2020年10月から東京大学公共政策大学院教授。2021年日本国際問題研究所客員研究員。2022年、国際文化会館地経学研究所（IOG）所長、内閣府宇宙政策委員会委員。

## 人物
- 2007年、「フランスとESDP－「ドゴール＝ミッテラン主義」の制度化過程－」で国際安全保障学会最優秀新人論文賞受賞。
- 2012年、『宇宙開発と国際政治』で第34回サントリー学芸賞受賞。
- 2008年に施行された宇宙基本法の作成に専門家として関わった。
- アメリカのテレビシリーズ『24 -TWENTY FOUR-』では、日本語吹き替え版の監修を務めた。
- 2022年5月、ロシアのウクライナ侵攻に伴うロシア政府による日本への報復措置（ロシア連邦への日本政府の政策に対する報復措置に関してのロシア外務省声明）によって、ロシア連邦への入国を恒久的に禁止された[6]。

## 著作

### 単著
- Policy Logics and Institutions of European Space Collaboration, (Ashgate, 2003).
- 宇宙開発と国際政治（岩波書店, 2011年, ISBN 4000222171）

### 共著
- （田口富久治共著）『グローバリゼーションと国民国家』（青木書店, 1997年）
- （佐橋亮共著）『バイデンのアメリカその世界観と外交』（東京大学出版会）2022年

### 編著
- （遠藤乾共編）『EUの規制力』（日本経済評論社、2012年）
- 『技術・環境・エネルギーの連動リスク』 (シリーズ 日本の安全保障 第7巻)（岩波書店, 2015年, ISBN 4000287575）